# Dom Dizengoffa (Tel Awiw)
Dom Dizengoffa (hebr. בית דיזנגוף) – zabytkowy dom w osiedlu Lew ha-Ir w zachodniej części miasta Tel Awiw, w Izraelu. Był to jeden z pierwszych domów wybudowanych w mieście. Mieszkał w nim pierwszy burmistrz Tel Awiwu, Meir Dizengoff i jego żona Zina Dizengoff. W dniu 14 maja 1948 Dawid Ben Gurion ogłosił w nim proklamację niepodległości Izraela. Przez wiele lat mieściło się w nim Muzeum Sztuki Tel Awiwu, a obecnie znajdują się w nim Sala Niepodległości oraz Muzeum Biblii.
Naprzeciw budynku znajduje się pomnik założycieli miasta Tel Awiw.

## Historia

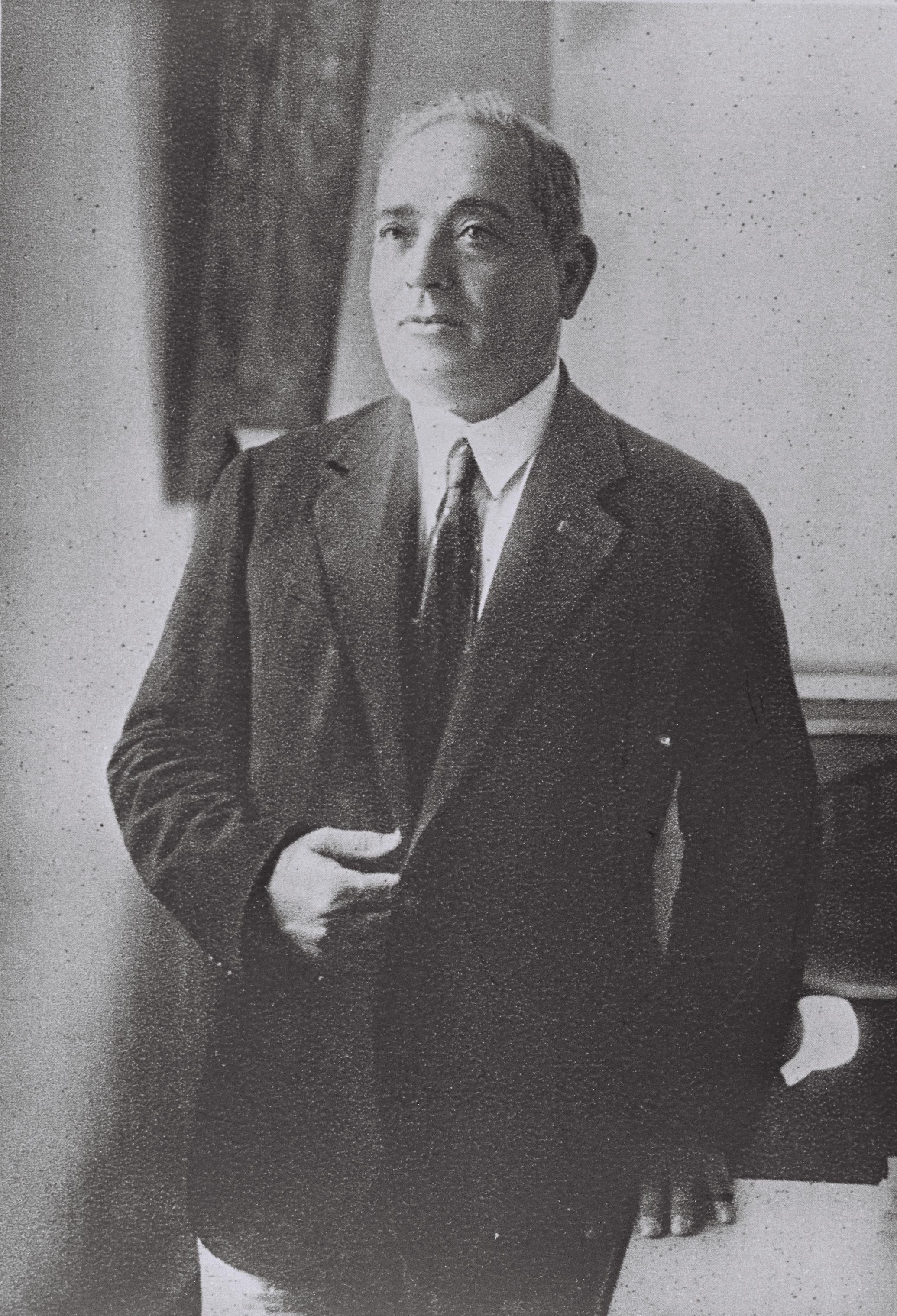
Meir Dizengoff, pierwszy burmistrz Tel Awiwu

Powstanie Domu Dizengoffa jest związane z historią założenia miasta Tel Awiw. W 1906 w klubie „Jeszurun” w Gederze zebrała się grupa około 120 Żydów, na czele których stanął architekt Akiva Arieh Weiss. Przedstawił on plan założenia nowego żydowskiego miasta. Powstałe wówczas stowarzyszenie przyjęło nazwę „Dom Mansion” (hebr. אחוזת בית). Nowe miasto miało różnić się od istniejących już żydowskich osiedli Newe Cedek i Newe Szalom, które były zatłoczone i panowały w nich złe warunki mieszkaniowe. Miało to być nowoczesne miasto, będące wizytówką kraju.
W 1908 zakupiono 5 ha wydm na północny wschód od Jafy. W dniu 11 kwietnia 1909 w miejscu tym zebrało się 66 rodzin żydowskich, by uczestniczyć w loterii. Uczestniczący w niej Żydzi losowali działki budowlane w nowej dzielnicy Ahuzat Bajit. Małżeństwo Meir i Chill Dizengoff wylosowali działkę pod numerem 43. W ciągu 1909 roku założono główne ulice, wybudowano sieć wodociągową oraz pierwszych 66 domów. Przydzielono także działkę budowlaną dla nowego budynku Gimnazjum Herzlija, które zostało założone w 1905 w Jafie. 21 maja 1910 dla nowego osiedla przyjęto oficjalnie nazwę Tel Awiw.
W latach 1911–1921 Meir Dizengoff był przewodniczącym rady osiedla, które w bardzo krótkim czasie rozrosło się do rozmiarów miasta. W 1921 Dizengoff został pierwszym burmistrzem miasta Tel Awiw. Z powodu sprawowania urzędu, jego dom przez długi czas pełnił funkcję ratusza miejskiego.
Po śmierci żony w 1930, Meir Dizengoff zdecydował się przekazać swój dom na rzecz miasta, z przeznaczeniem pod działalność artystyczną i kulturalną. W następnym roku przeprowadzono prace budowlane pod nadzorem architekta Carla Rubina. Wnętrze budynku przebudowano, tworząc duże i symetrycznie położone pomieszczenia, w których w 1932 otworzono Muzeum Sztuki Tel Awiwu. W uroczystości otwarcia muzeum uczestniczył Wysoki Komisarz sir Arthur Wauchope Gernfel. Meir Dizengoff nadal mieszkał w tym budynku (na drugim piętrze), aż do swojej śmierci w 1936. W latach 40. i latach 50. XX wieku w budynku urządzano koncerty muzyki kameralnej.
Gdy na wiosnę 1948 grupa żydowskich polityków, z Dawidem Ben Gurionem przygotowywała się do proklamacji niepodległości Izraela, uznano, że budynek Domu Dizengoffa w Tel Awiwie będzie najlepszym miejscem do zorganizowania uroczystej ceremonii. Pośpiesznie przygotowano salę położoną na pierwszym piętrze w budynku i zaproszono gości.
Uroczystość proklamacji niepodległości Izraela miała odbyć się 14 maja 1948 na posiedzeniu Rady Ludowej (Mo'ecet Ha-Am), które zwołano na godzinę 15:30. Rozpoczęło się ono z opóźnieniem, o godzinie 16:00, z powodu spóźnienia się Ze’ew Sharefa z tekstem Deklaracji Niepodległości. W sali było zgromadzonych 350 osób, natomiast na zewnątrz budynku zebrał się tłum słuchający uroczystości przez głośniki.
O godzinie 16:00 uroczystość rozpoczął Dawid Ben Gurion. Spontanicznie odśpiewano hymn „Hatikwa”, który stał się hymnem państwowym Izraela. Na ścianie wisiał portret Theodora Herzla (twórcy Syjonizmu) oraz flagi Izraela.

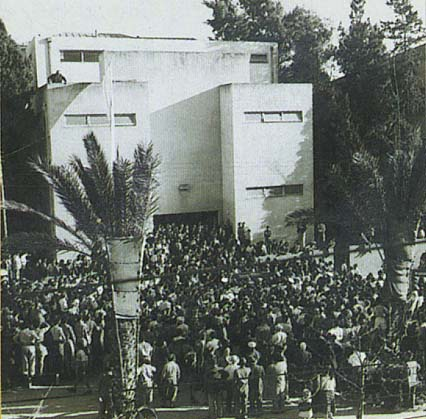
Proklamacja niepodległości Izraela

Następnie Dawid Ben Gurion odczytał pełny tekst Deklaracji Niepodległości, głoszącą ustanowienie państwa Izraela. Przemówienie trwało 16 minut, po czym Ben Gurion poprosił rabina Jehudę Lejba Majmona o odmówienie modlitwy Sze-hechejanu (hebr. שהחינו). Potem sygnatariusze złożyli swoje podpisy pod dokumentem. Całość uroczystości zakończył Dawid Ben Gurion słynnymi słowami: „Państwo Izraela powstało. Uroczystość jest zakończona”.
Gdy w 1971 Muzeum Sztuki Tel Awiwu przeprowadziło się do swojej nowo wybudowanej siedziby przy 27 Shaul Hamelech Blvd., Dom Dizengoffa został zamknięty. W następnym roku Dawid Ben-Gurion wykupił to historyczne miejsce i ogłosił utworzenie pierwszej instytucji badawczej Biblii w Izraelu. Budynek został przekazany Towarzystwu Biblijnemu, które otworzyło w nim pierwsze pomieszczenie Muzeum Biblii. Instytucja ta utrzymywała się z własnych środków finansowych, bez wsparcia ze strony miasta i państwa. Z tego powodu budynek podupadł i znajdował się w bardzo złym stanie technicznym.
W 1978, w 30. rocznicę powstania państwa Izraela, postanowiono odremontować historyczną Salę Niepodległości i udostępnić ją zwiedzającym. Przywrócono wówczas oryginalne meble oraz zgromadzono zachowane historyczne przedmioty. W wielu przypadkach musiano odtworzyć zniszczone lub zaginione przedmioty.
W lipcu 2009 Kneset przegłosował ustawę Domu Niepodległości, która weszła w życie 5 lutego 2010. Celem przyjęcia tej ustawy było przywrócenie pierwotnego wyglądu Domu Dizengoffa i zapewnienie jego utrzymania.

## Dane Techniczne
Budynek ma 3 kondygnacje. Wybudowano go w stylu architektonicznym określanym nazwą modernizmem. Wzniesiono go z betonu. Elewacja jest wykonana w kolorze białym.
Budynek wchodzi w skład zespołu miejskiego Białego Miasta Tel Awiwu, który został w 2003 umieszczony na liście światowego dziedzictwa UNESCO, jako największe na świecie skupisko budynków modernistycznych.

## Wykorzystanie budynku
Dom Dizengoffa jest wykorzystywany przez Muzeum Ziemi Izraela. Na różnych piętrach budynku mieszczą się:
- Sala Niepodległości – pierwsze piętro;
- Muzeum Biblii – parter i część drugiego piętra;
- Dom Dizengoffa – część drugiego piętra. Jest to zachowane mieszkanie Meira Dizengoffa z oryginalnymi meblami i dokumentami ilustrującymi historię miasta.